# جوزفین نلدین
جوزفین نلدین (انگلیسی: Josefin Neldén؛ زادهٔ ۱۷ دسامبر ۱۹۸۴) هنرپیشه اهل سوئد است.
از فیلم‌ها یا برنامه‌های تلویزیونی که وی در آن نقش داشته‌است می‌توان به دختران گمشده و خدا پادشاه را حفظ کند اشاره کرد.